# Lagoa do Canário

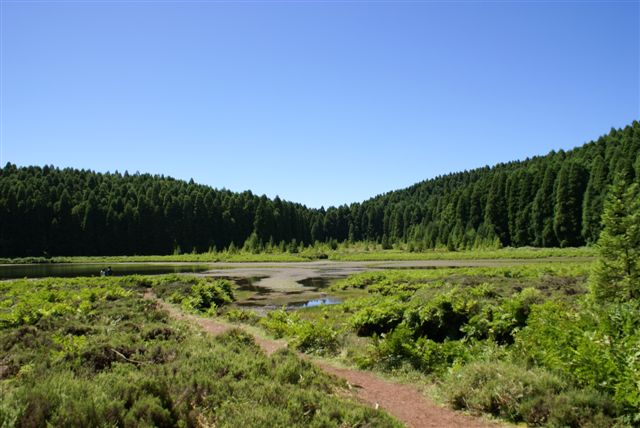
Lagoa do Canário, ilha de São Miguel, Arquipélago dos Açores, Portugal.

A Lagoa do Canário é uma lagoa portuguesa, localizada na ilha açoriana de São Miguel, arquipélago dos Açores, no município de Ponta Delgada freguesia de Santo Antonio e está relacionada com a formação vulcânica do Maciço das Sete Cidades.
Esta lagoa encontra-se na Serra Devassa alojada numa cratera vulcânica. A sua cota de altitude em relação ao nível do mar encontra-se nos 800 metros de altitude e está rodeada por florestas típica da macaronésia e plantações de criptomérias. Próximo desta lagoa encontra-se o Miradouro da Lagoa do Canário.